# Edgware Road (1863)
Edgware Road è una stazione della metropolitana di Londra, servita dalle linee Circle, District e Hammersmith & City.

## Storia
La stazione faceva parte della prima ferrovia sotterranea al mondo quando fu aperta come parte della Metropolitan Railway tra Paddington e Farringdon il 1º ottobre 1863.
Fu teatro di uno degli attentati di Londra del 2005. Mohammad Sidique Khan fece esplodere una bomba alle 8:50 di mattina su un treno della Circle Line con direzione ovest mentre stava uscendo dalla stazione, uccidendo 6 passeggeri.

## Impianti e strutture

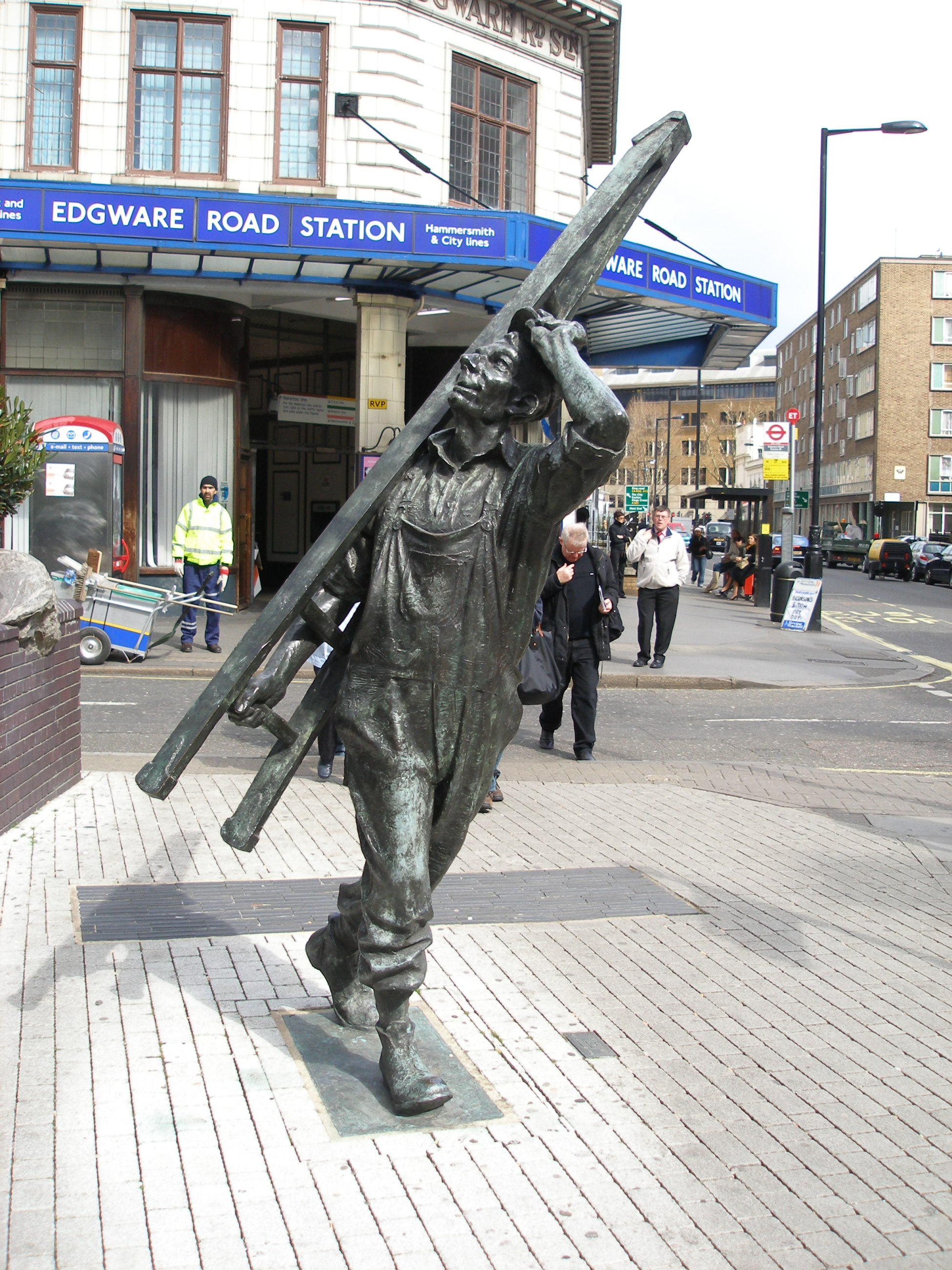
Una statua davanti alla stazione

La stazione è situata in una trincea, ma non è in galleria. Viene utilizzata dalle linee Hammersmith & City, dalla linea Circle e dalla linea District; di queste ultime due, Edgware Road costituisce il capolinea settentrionale della "diramazione" passante per Notting Hill Gate.
A est della stazione, la linee Circle e la linea Hammersmith & City utilizzano gli stessi binari verso Baker Street. In direzione ovest tutte e tre le linee vanno verso Paddington, ma la Hammersmith & City e la Circle (per i treni diretti a Hammersmith) si stacca dalle linee Circle e District per entrare in una stazione separata all'altro estremo della stazione di Paddington. Pertanto Edgware Road è la stazione raccomandata per cambiare treno se si è diretti verso ovest.
L'entrata della stazione è situata in Edgware Road, all'angolo di Chapel Street e Cabbell Street, a circa 150 metri dall'altra e sul lato opposto del cavalcavia di Marylebone Road. Ci sono state proposte per cambiare nome ad una delle stazioni, ma dal settembre 2007 non ci sono piani ufficiali in corso.
La stazione di Edgware Road è compresa nella Travelcard Zone 1.

## Intescambi
Nelle vicinanze della stazione effettuano fermata numerose linee urbane automobilistiche, gestite da London Buses.
- Fermata autobus

A circa 150 metri vi si trova una stazione omonima, posta però sulla linea Bakerloo.